# Acalolepta viridimicans
Acalolepta viridimicans là một loài bọ cánh cứng trong họ Cerambycidae.